# Hylotelephium subcapitatum
Hylotelephium subcapitatum là một loài thực vật có hoa trong họ Crassulaceae. Loài này được (Hayata) H. Ohba miêu tả khoa học đầu tiên năm 1977.